# Turzovka
Turzovka (mađ. Turzófalva) grad je u Žilinskom kraju u sjeverozapadnoj Slovačkoj. Upravno pripada Okrugu Čadca. 

## Zemljopis
Turzovka se nalazi u sjeverozapadnoj Slovačkoj, na rijeci Kysuci, između planina Beskydy i Javorník čiji je najviši vrh visok 1070 metara. Granica između Češke i Slovačke udaljena je tek nekoliko kilometara.

## Povijest
Današnji grad osnovan je 1598. od strane obitelji Thurzo. Status grada dobio je 1968.

## Stanovništvo
| Godina:     | 1993. | 2003.   | 2013.   | 2023.   |
| ----------- | ----- | ------- | ------- | ------- |
| Broj ljudi: | 7580  | 7803    | 7684    | 6936    |
| Razlika:    |       | +2,94 % | -1,52 % | -9,73 % |

| Godina:     | 2022. | 2023.   |
| ----------- | ----- | ------- |
| Broj ljudi: | 7043  | 6936    |
| Razlika:    |       | -1,51 % |

Po popisu stanovništva iz 2021. godine grad je imao 7233 stanovnika. Prema etničkoj pripadnosti najviše je bilo Slovaka 92,55 %, Čeha 0,59 % i Roma 0,68 %. Prema vjeroispovijesti najviše je rimokatolika 82,69 % zatim ateista kojih je bilo 7,99 % i luterana 0,43 %.

## Vanjske poveznice
- Službena stranica grada

### Ostali projekti
|  | Zajednički poslužitelj ima još gradiva o temi Turzovka |